# Máy thử đèn

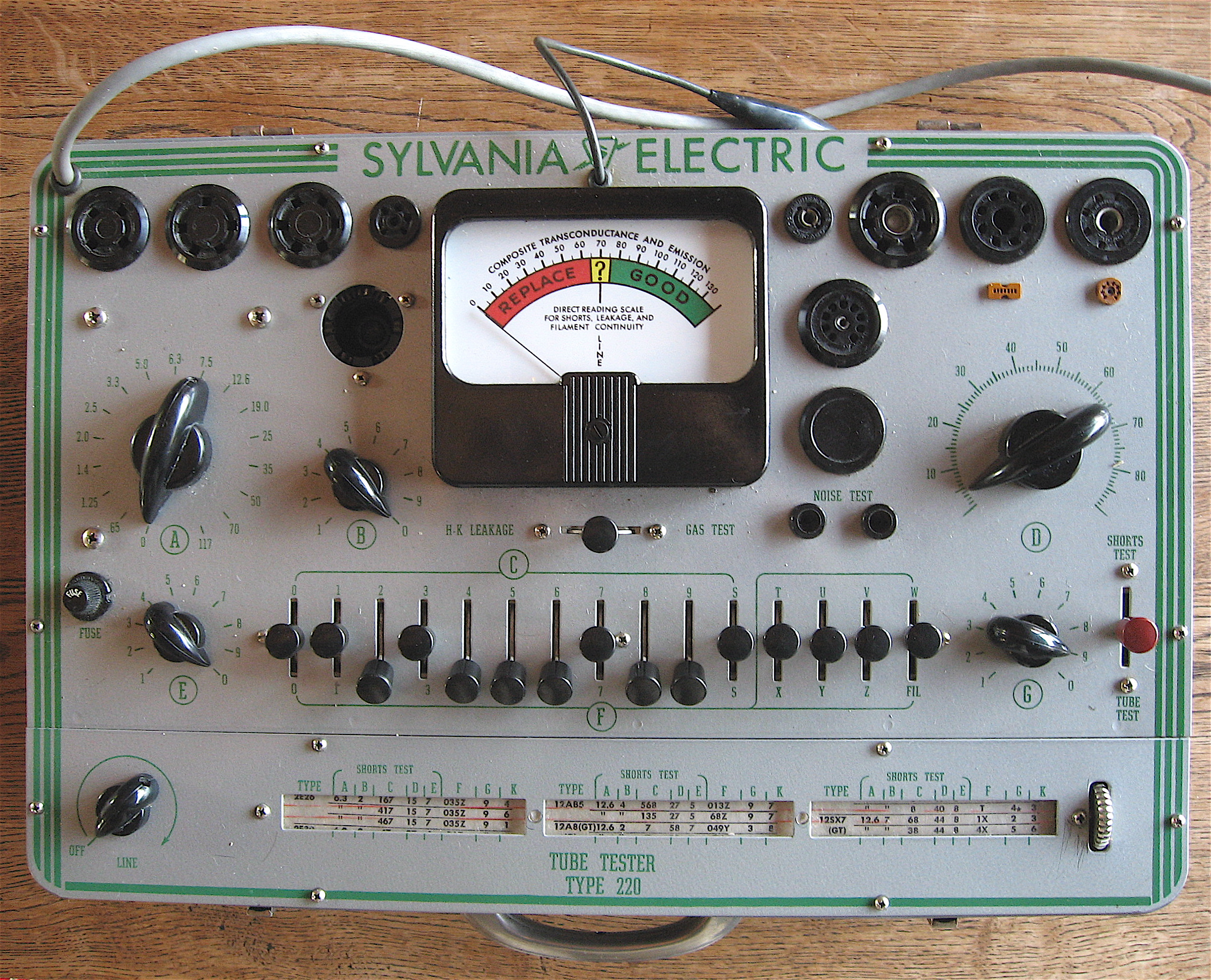
Máy thử đèn "Sylvania Electric"

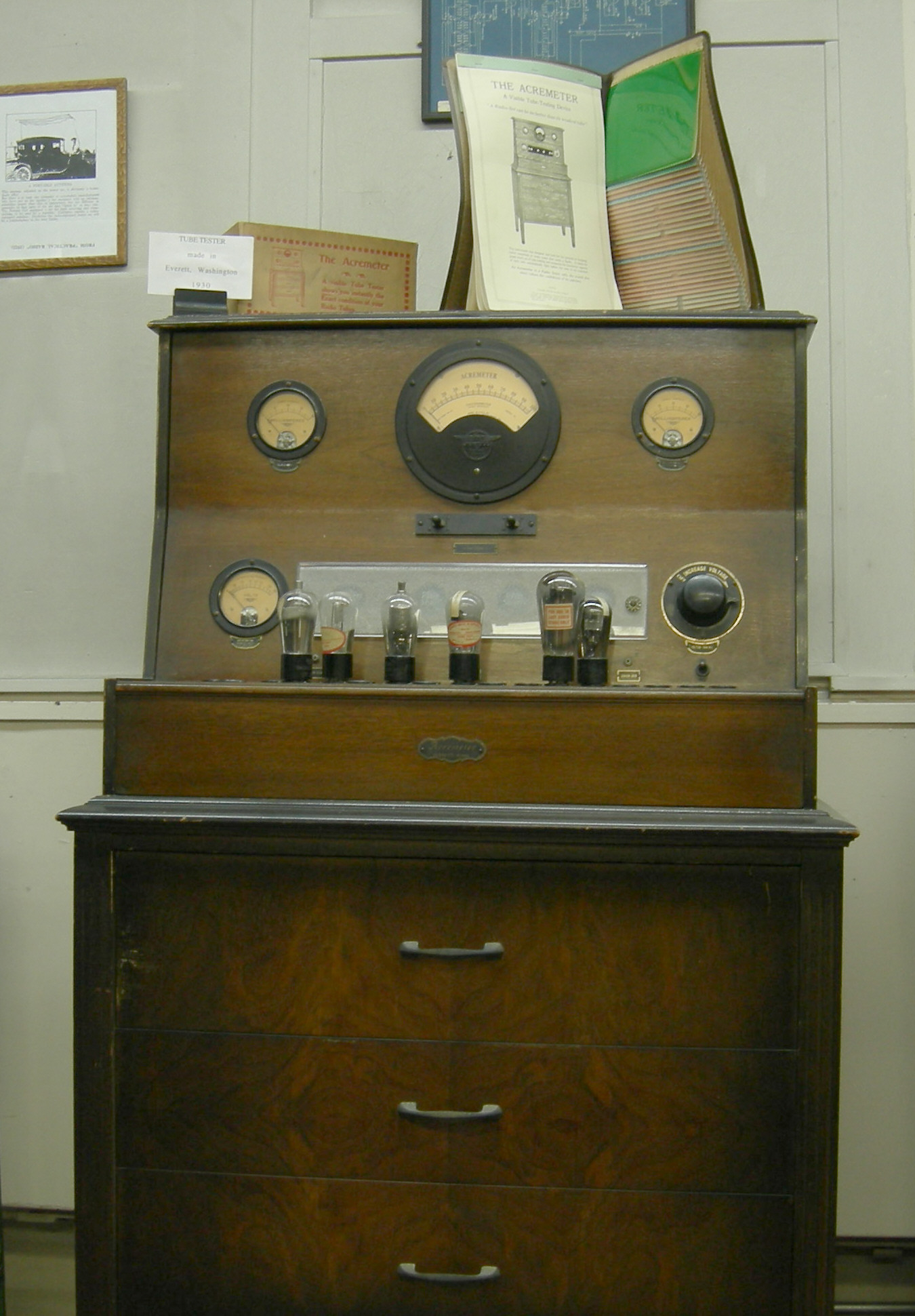
Máy thử đèn Acremeter năm 1930 của Mỹ

Máy thử đèn điện tử gọi gọn là máy thử đèn là dụng cụ điện tử dùng cho kiểm tra các đặc tính nhất định của đèn điện tử. Khi công nghiệp chế tạo và sử dụng đèn điện tử phát triển thì các máy thử đèn phát triển để đáp ứng nhu cầu của thời đại .
Những máy thử đầu tiên là những máy đơn giản được thiết kế cho các đèn cụ thể. Chúng được những nhân viên thông tin vô tuyến sử dụng trên chiến trường trong Thế chiến I, để có thể dễ dàng kiểm tra các đèn của thiết bị liên lạc.
Khi kỷ nguyên đèn điện tử kết thúc thì các thiết bị này không còn được sử dụng.